# 线裂棱子芹
线裂棱子芹（学名：Pleurospermum linearilobum）为伞形科棱子芹属的植物，是中国的特有植物。分布于中国大陆的四川、云南等地，生长于海拔2,400米至3,000米的地区，常生于石质山坡灌木林下阴湿处，目前尚未由人工引种栽培。